# 中礁

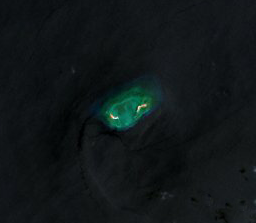
中礁

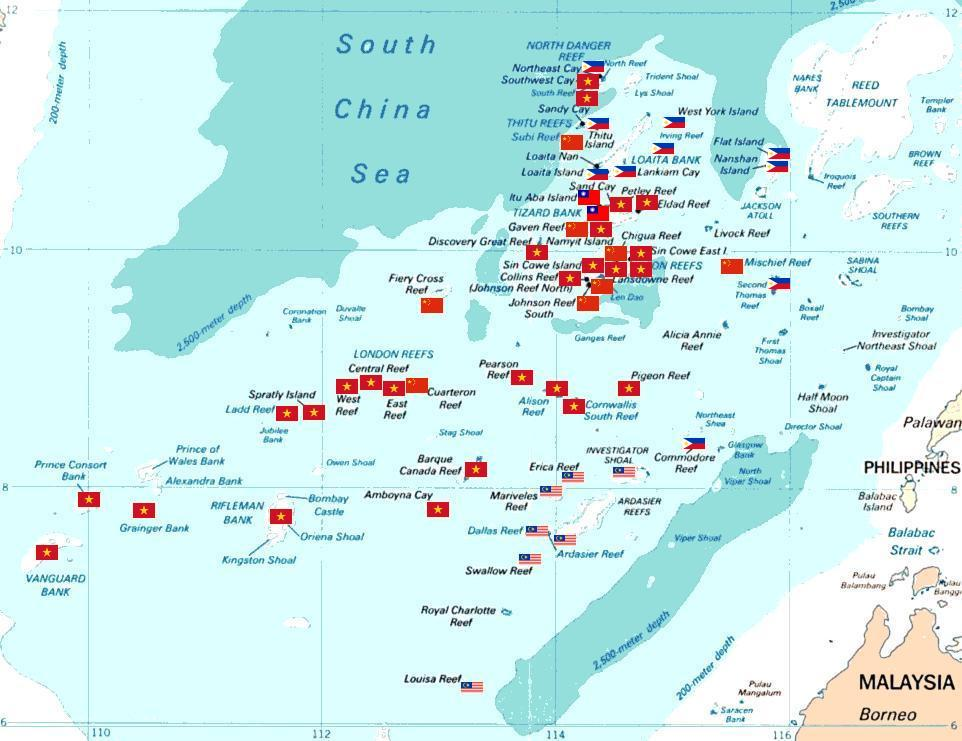
南沙諸島における南シナ海周辺諸国の実効支配状況

中礁（中国語名。英語：Central Reef／Central London Reef、ベトナム語：Đảo Trường Sa Đông / 島長沙東、中国語：中礁）は、南沙諸島のロンドン群礁（英語：London Reefs、中国語: 尹庆群礁）中部にある。ウエスト・ロンドン礁から5海里離れている。ベトナム名は「チュオンサドン島」。
南西端に小さい砂州があるが、草木と淡水はない。
1978年から ベトナムが実効支配しており、砂州全体の海岸線を囲んで建築物を多数建てている。フィリピン、中華人民共和国と中華民国（台湾）も主権を主張している。